# آنا أنتونويتس
آنا أنتونويتس (بالبولندية: Anja Antonowicz)‏ هي ممثلة بولندية، ولدت في 22 ديسمبر 1981 بفوتسوافك في بولندا.

## أعمال

### مسلسلات
- شارع الزيزفون

## وصلات خارجية
- آنا أنتونويتس على موقع IMDb (الإنجليزية)
- آنا أنتونويتس على موقع ألو سيني (الفرنسية)
- آنا أنتونويتس على موقع أول موفي (الإنجليزية)
- آنا أنتونويتس على موقع قاعدة بيانات الأفلام السويدية (السويدية)
- آنا أنتونويتس على موقع قاعدة بيانات الفيلم (الإنجليزية)
- آنا أنتونويتس على موقع كينوبويسك (الروسية)